# Lingopie

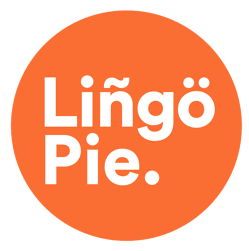
Logo di Lingopie

Lingopie è una piattaforma che offre servizi di insegnamento di lingue straniere di tipo VOD che richiede l’iscrizione. Fondata nel 2018 da David Datny e Roy Oppenheim, il software offre agli utenti show televisivi abbinati a strumenti interattivi per l'insegnamento delle lingue. Lingopie offre contenuti internazionali in 10 lingue diverse, ovvero: Spagnolo, Francese, Italiano, Portoghese, Tedesco, Russo, Giapponese, Coreano, Cinese e Inglese. Lingopie offre sia una versione web che una versione mobile installabile sia dai dispositivi Apple che Android.

## Storia
Lingopie è stato fondato dagli imprenditori David Datny e Roy Oppenheim dopo essersi conosciuti e dopo aver scoperto le loro simili esperienze nel campo dell'apprendimento delle lingue attraverso l'immersione linguistica. Nel tentativo di rendere l'insegnamento delle lingue il più divertente possibile, se ne uscirono con l'idea di creare un'applicazione che insegna le lingue attraverso show televisivi stranieri.
A David, l'idea venne in mente di Lingopie quando si è trasferito in Israele. Cominciò a prendere lezioni intense di ebraico, che tuttavia non gli servirono a molto per gli scarsi progressi. Suo amico, che parlava ottimamente l'inglese, gli suggerì di guardarsi degli show in TV per imparare la lingua in quanto in Israele le televisioni inserivano sempre i sottotitoli. David poi notò che gli venne più facile e più divertente fare progressi con questo nuovo metodo.
Dopo essersi consultato con l'accademico linguistico, il Dr. Robert Vanderplank dell'università di Oxford, il metodo si è rivelato efficace e Lingopie è stato ufficialmente lanciato nel 2019.
Il loro ultimo finanziamento è stato raccolto il 1 marzo 2020 da un round di avviamento ed è finanziato dagli investitori Entrée Capital e MassChallenge.

## Concept e metodologia
Il metodo di Lingopie è piuttosto semplice. Per insegnare le lingue, combina una piattaforma di Video on demand con strumenti di insegnamento linguistico e una ripetizione dilazionata. Attraverso la visione di programmi televisivi in lingue straniere native, la persona che sta imparando è esposta a un parlato e slang dal suono naturale. La piattaforma include diversi tipi di contenuti come show televisivi, film, audiolibri e podcast.
La principale feature di Lingopie è quella di mostrare, in ogni show, due set sottotitoli. Il primo set è nella lingua nativa di chi sta imparando, il secondo set invece è nella lingua che sta imparando. L'utente, da quei sottotitoli, può cliccare nelle parole che non conosce e avere una traduzione istantanea. Tutte le parole che vengono cliccate possono diventare flashcard che possono essere in seguito rivedute e studiate. Gli utenti possono anche giocare a minigiochi e quiz da rivedere. Il video player include altri strumenti per facilitare l'apprendimento della lingua, come diverse opzioni sulla velocità di riproduzione degli show e per far pratica sia sulle capacità di ascolto e linguaggio.
Iscrivendosi a Lingopie, gli utenti possono inoltre partecipare alle funzionalità della comunità, come vari forum dove gli utenti possono creare e rispondere ai topic e interagire con le altre persone. Il forum contiene anche una leaderboard, dove vengono classificati in base al tempo di visualizzazione e alle flashcard salvate. Infine, con un abbonamento mensile, gli utenti possono fare lezioni con insegnanti nativi.

### Lingopie Kids
Lingopie Kids è una sottosezione di Lingopie lanciata nel marzo 2022 per lo spagnolo. La piattaforma è indirizzata ai bambini e contiene le stesse funzionalità di Lingopie, anche se filtra i contenuti che sono vietati ai minori.

### Lingopie Music
Lingopie Music è un prodotto gratuito di Lingopie lanciato nell'aprile del 2022. Qui, anziché imparare lingue attraverso show televisivi, gli utenti la imparano tramite la musica e hanno accesso alla stessa interfaccia e agli stessi strumenti di insegnamento di lingue. Al marzo del 2023, sono disponibili solo lo spagnolo, il francese, il tedesco e l'italiano.

### Elenco delle combinazioni linguistiche disponibili
Al dicembre del 2023, Lingopie è disponibile nelle seguenti combinazioni:
| Lingua di partenza | Lingua obiettivo |
| ------------------ | ---------------- |
| Inglese            | Spagnolo         |
| Inglese            | Francese         |
| Inglese            | Italiano         |
| Inglese            | Portoghese       |
| Inglese            | Tedesco          |
| Inglese            | Russo            |
| Inglese            | Coreano          |
| Inglese            | Giapponese       |
| Inglese            | Cinese           |
| Spagnolo           | Inglese          |
| Spagnolo           | Francese         |
| Spagnolo           | Italiano         |
| Spagnolo           | Tedesco          |
| Francese           | Inglese          |
| Francese           | Italiano         |
| Francese           | Spagnolo         |
| Francese           | Tedesco          |
| Portoghese         | Inglese          |
| Portoghese         | Spagnolo         |
| Portoghese         | Francese         |
| Portoghese         | Tedesco          |
| Portoghese         | Italiano         |
| Tedesco            | Inglese          |
| Tedesco            | Francese         |
| Tedesco            | Spagnolo         |
| Tedesco            | Italiano         |
| Italiano           | Inglese          |
| Italiano           | Spagnolo         |
| Italiano           | Tedesco          |
| Italiano           | Francese         |
| Italiano           | Portoghese       |

## Contenuti
Per offrire il materiale, Lingopie acquisisce i suoi contenuti da produttori indipendenti e da reti radiotelevisive pubbliche, inclusa la RTVE spagnola, la rete televisiva più grossa del paese, lo studio di animazione giapponese TMS e la tedesca ZDF.
Questi sono pochi esempi, in confronto alle altre fonti di Lingopie:
Spagnolo:
- Caracol
- TV Azteca
- Pakapaka
- Superights
- Jetpack[13]
- Motion Pictures, S.A.
- Mondo TV

Francese:
- Film and Pictures
- Newen Studios
- Mediawan

Giapponese: 
- Fuji TV
- TBS

Coreano:
- EBS
- YTN
- Grafizix
- JEI TV

Russo:
- Star Media

Tedesco:
- Autentic
- UCM.ONE
- STUDIO HAMBURG

Italiano:
- Lux

## Successo
Nel 2021, l'azienda è stata tra le dieci startup israeliane selezionate per Google for Startups, un programma di laboratorio di crescita lanciato da Google Israel nel 2018 che ora è attivo in 14 paesi. L'azienda ha concluso il programma nel marzo 2022. Nel 2022, Lingopie è stata scelta come una delle “migliori soluzioni per l'apprendimento delle lingue” da EdTech Digest per gli EdTech Cool Tool Awards.

## Accoglienza
La piattaforma ha ricevuto ottime recensioni. Al giugno del 2022, il sito web di recensioni danese Trustpilot, gli da un rating di 4.8 su 5.
PC Magazine conferisce a Lingopie recensioni positive, dicendo che offre una sottoscrizione annua competitiva che ha video di alta qualità, una bella interfaccia ed è ottima per persone che imparano per livelli intermedi e avanzati.
Forbes ha elogiato Lingopie per "aver vinto nella fidelizzazione dei clienti" affermando che il loro "tasso di fidelizzazione è del 79% dopo quattro mesi, superiore a quello di altri colossi come Netflix, HBO Max e Disney+".